# Bieito Rubido
Bieito Rubido Ramonde (Cedeira, 27 de septiembre de 1957) es un periodista español, que ha dirigido periódicos como La Voz de Galicia (2000-2006), ABC (2010-2020) y, en la actualidad, el diario digital El Debate. Colabora en diversos medios informativos y tertulias políticas.

## Trayectoria
Nacido en la localidad coruñesa de Cedeira, se licenció en Ciencias de la Información por la Universidad Complutense de Madrid. Fue profesor en la Universidad Rey Juan Carlos de Madrid y en la actualidad da clases en la Universidad San Pablo CEU.
Sus inicios periodísticos fueron en el diario Informaciones de Madrid a finales de la década de 1970. Llevó a cabo proyectos de modernización en varias publicaciones gallegas, y en 1983 pasa a las ondas de la mano de Antena 3 de Radio, llegando a ser director regional de esta emisora. En TVG realizó y presentó un programa, bajo el título de Fronte a fronte, en 1990, y colabora habitualmente con este medio. Con la llegada de las televisiones privadas, en 1995 fue nombrado director de Antena 3 de Televisión en Galicia, dirigiendo el primer informativo regional de la cadena.
Fue director de La Voz de Galicia entre 2000 y 2006, al tiempo que participaba en tertulias de programas como Herrera en la Onda, Ruedo ibérico, 59 segundos y Protagonistas.
En enero de 2009 fue nombrado director editorial de Medios Regionales del Grupo Vocento. El 14 de septiembre de 2010 fue nombrado director del periódico ABC, sustituyendo en el cargo a Ángel Expósito. Dejó el cargo el 14 de septiembre de 2020. Ha participado en las tertulias radiofónicas de La Mañana en la Cadena Cope, Es la mañana de Federico en esRadio y en la de 24 horas en RNE. Previamente, ya siendo director de ABC, participó en la tertulia del programa Así son las mañanas en la Cadena Cope. Actualmente colabora en el programa Herrera en COPE y A Crónica en la Radio Galega.
En la actualidad, es director del periódico digital El Debate.

## Premios y reconocimientos[2]
- Premio Galicia de Periodismo, en la sección de radio (1989).
- Premio Galicia de Periodismo, en la sección de prensa escrita (2002).
- Coruñés del año, en 1990.
- Mejor periodista de La Coruña, por la Universidad de La Coruña, en 1995.
- Antena de Oro, en 1998.
- Premio ABC Cultural & Ámbito Cultural, en 2011.
- Premio Nipho a la Trayectoria Profesional,[3] por la Universidad Antonio de Nebrija, en 2016.